# Ugo Pugliese
Ugo Pugliese (Crotone, 26 novembre 1961) è un dirigente d'azienda e politico italiano.
È stato sindaco di Crotone dal 20 giugno 2016 al 4 dicembre 2019 e presidente della Provincia di Crotone dall'aprile 2018 al dicembre 2019.

## Biografia
Sposato e padre di due figli, svolge da diversi anni l'attività di agente assicuratore ed è un appassionato di mare e sport. È anche titolare di una società di risk management per le aziende.

### Carriera politica
Si presenta come candidato a sindaco di Crotone alle elezioni amministrative del 5 giugno 2016 supportato da Enzo e Flora Sculco, con la coalizione di ispirazione centrista La Prossima Crotone costituita dalle liste civiche: i demoKRatici, Crotone #inrete, Araba Fenice, Laboratorio Crotone e Popolari per Crotone (UDC) arrivando al ballottaggio del 19 giugno insieme alla candidata del PD Rosanna Barbieri e vincendo le elezioni con il 59,27% delle preferenze.

## Controversie
Il 7 novembre 2019 viene disposto al sindaco Pugliese e all'assessore allo sport Giuseppe Frisenda il divieto di dimora dal procuratore della Repubblica di Crotone Giuseppe Capoccia; Pugliese inoltre è indagato in un'inchiesta della Procura per il reato di turbata libertà del procedimento di scelta del contraente in merito a delle irregolarità relative all'affidamento della gestione della locale piscina olimpionica comunale. Rassegna le dimissioni l'11 novembre 2019, decadendo dalla carica di sindaco – e contestualmente da quella di presidente della provincia – con la nomina del commissario Tiziana Costantino il successivo 4 dicembre.